# John C. Greene
John Colton Greene (* 5. März 1917 in Indianapolis, Indiana; † 12. November 2008 in Pacific Grove, Kalifornien) war ein US-amerikanischer Wissenschaftshistoriker. Er war Professor an der University of Connecticut.
Greene wuchs in Vermillion (South Dakota) auf und studierte an der University of South Dakota mit dem Bachelor-Abschluss 1938 sowie an der Harvard University mit dem Master-Abschluss in Geschichte 1939. 1941/42 war er Junior Fellow in Harvard. Während des Wehrdienstes im Zweiten Weltkrieg 1942 bis 1946 war er in Tasmanien, Indien, Iran, Palästina und Italien. Im Iran lernte er die amerikanische Krankenschwester Ellen Wiemann kennen, die er 1945 in Kairo heiratete und mit der er drei zwei Söhne und eine Tochter hatte.
1952 wurde er in Harvard promoviert. Davor lehrte er schon seit 1948 an der University of Chicago und ab 1952 an der University of Wisconsin. Ab 1956 war er Professor an der Iowa State University, 1962/63 an der University of California, Berkeley, ab 1963 an der University of Kansas und von 1967 bis zu seiner Emeritierung 1987 an der University of Connecticut. Nach seiner Emeritierung lebte er zunächst weiter in Storrs und zog nach dem Tod seiner Frau 1998 nach Kalifornien.
1974 war er Gastwissenschaftler am Corpus Christi College der University of Cambridge und 1978 am National Museum of History and Technology der Smithsonian Institution. Er befasste sich mit früher amerikanischer Wissenschaftsgeschichte, der Entwicklung der Ideen der Evolution im Westen und der Beziehung von Wissenschaft und Religion bzw. Weltanschauungen.
2002 erhielt er die George-Sarton-Medaille. 1966/67 war er Guggenheim Fellow. 1985 erhielt er einen Ehrendoktor der University of South Dakota. 1976 bis 1977 war er Präsident der History of Science Society.

## Schriften
- The Death of Adam: Evolution and its impact on western thought, Iowa State University Press 1959
- Darwin and the Modern World View, Louisiana State University Press 1961
- Science, ideology and world view: Essays in the History of Evolutionary Ideas, University of California Press 1981
- American Science in the Age of Jefferson, Claremont (Kalifornien): Regina Books 1984, Claremont: Regina Books 2004
- Debating Darwin: adventures of a scholar, Regina Books 1999
- A scholar goes to war, Claremont: Paige Press 2005